# ルーマニアの音楽
ルーマニアの音楽（ルーマニアのおんがく）では、ルーマニアの音楽について記述する。ルーマニアは、ルーマニア人、ハンガリー人、ロマ（ジプシー）、など様々な民族・集団からなるヨーロッパ、バルカン半島の国家である。このようなルーマニアの土壌は、さまざまな民族に由来する要素を併せ持った、音楽的多様性を生み出してきた。
21世紀にはワールド・ミュージック、ポップ・ミュージック、ロック、ヒップホップ、パンク・ロック、クラブ音楽、ダンス音楽、ヘヴィ・メタルなどのジャンルも盛んである。タラーフとよばれるバンドやロマによって演奏される土俗音楽もまた全国的に行われている。

## 民俗音楽

### 地域別の音楽
トランシルヴァニア地方は、民俗音楽の中心地として、ルーマニアの他の地域より民族音楽が保存されてきた。バルトークとコダーイは、20世紀初期に多くの民謡を集めた。ルーマニア民謡で最も広くみられるのは、ドイナと呼ばれるものである。ワールド・ミュージックで有名なグループには、タラフ・ドゥ・ハイドゥクス)
、ファンファーレ・チョカルリアなどがいる
- ワラキア

ワラキアはタラーフ・バンドの故地であり、ルーマニアの民俗文化の中心地としても最もよく知られているであろう地域である。
ダンスはブルウ(brâu)、ジャムパラーレ(geamparale)、スルバ(Sârba)、ホーラ(hora)などを含むタラーフの音楽と関連している。フィドルによって主旋律が演奏され、ツィンバロンやコントラバスが伴奏として使用される。歌詞にはハイドゥクなどの英雄の物語などがある。タラフ・ドゥ・ハイドゥークス(Taraf de Haidouks)は有名なタラーフのひとつである。1988年以降、彼らのレコードが国際的に売り出され、注目を集めるようになった。
- バナト

セルビア国境に近いバナト地方では、ヴァイオリンが民俗音楽に多用され、木管楽器と一緒に演奏される。タラゴット（taragot、ハンガリーのターロガトーと同じもので、クラリネットに似たシングルリードの木管楽器。ルーマニアには1920年代に入ってきた）も使われるが、現在ではタラゴットの代わりにサクソフォンも用いられる。
- ブコヴィナ

中央から遠くはなれた、ウクライナに近い北部のブコヴィナ地方では、原始的な吹奏楽器ティリンカ (tilincă) やコブザなどの楽器が用いられる。フルイェラシュ(fluieraş、小さな笛)、あるいはフルイェル・マーレ(fluier mare、大きな笛)とよばれる笛も多用される。ヴァイオリンや金管楽器は現代になってから新たに持ち込まれたものである。
- クリシャナ

クリシャナ(Crişana)はハンガリー国境に最も近い地方である。この地方では古くから、ヴァイオリンが主にデュオで用いられてきた。タラゴット奏者ペトリカ・パシュカは、この地方のタラゴットの知名度を上げた。
- ドブロジャ

沿岸部のドブロジャ地方は人口も多く、また古くからタタール、トルコ、ブルガリアの音楽文化が息づいている地方である。最も代表的なダンスはジャムパラーレ(geamparale)と呼ばれるもので、ルーマニアの他の地方のダンスとは大きく異なったものである。これは、ドブロジャ地方がかつてオスマン帝国領ブルガリアの一部であり、トルコ文化の影響が強く浸透していることと関係している。
- マラムレシュとオアシュ

マラムレシュ地方の典型的な音楽の楽器構成はゾンゴラ(zongora)とヴァイオリン、時にこれにドラムを加えたものである。サクソフォン、アコーディオンはより近年になって持ち込まれたものである。1990年代の終わりに、地域固有の音楽に注目を向けるため、マラムジカル(Maramuzical)音楽祭が開かれた。
オアシュ地域（サトゥ・マーレ県の北東部あたり）では、より甲高い音に変えられたヴァイオリンが使われ、ゾンゴラが伴奏する。この地域の歌は音の高い古い旋律の要素を持ち、他に類を見ない。
- モルダヴィア

モルドヴァ共和国を含む北東部のモルダヴィア地方では、ツァンバル(ţambal)と呼ばれるツィンバロムとヴァイオリンが最もよく用いられる。20世紀以前には、ヴァイオリンはコブザの伴奏として用いられていた。ヴァイオリン奏者のイオン・ドラゴイが代表的。チャーンゴー（ハンガリー系住民）の演奏家たちもよく知られている。モルダヴィアのブラスバンドはセルビアのものとよく似ている（チョチェクも参照）。ブラスバンドではファンファーレ・チョカルリアが世界的に有名。
- トランシルヴァニア

トランシルヴァニアは歴史的、文化的に中欧圏と深いつながりがあり、この地域の音楽もその影響を強く反映している。ルーマニア人、ハンガリー人、セルビア人、ドイツ人、スロヴァキア人、ロマなど多くの民族が混在しているトランシルヴァニアは、ルーマニアの民俗音楽の中心地であり続けた。
ヴァイオリン、ヴィオラ、コントラバスやツィンバロンが主に使用される。これらは結婚式など、さまざまな場面で使用される。ハンガリー人の音楽は特にhajnaliやlegényesが知られている。チャーンゴーは独特の方言を持ち、その音楽も特徴的なものである。「ウテガルドン(ütögardon、「叩かれたチェロ」の意)」または「ガルドン(gardon)」と呼ばれる、弦を棒で叩いて音を出すチェロに似た独特の弦楽器が有名である。
- ムンテニア

首都のブカレストを含むムンテニア地方では、笛とヴァイオリンが伝統的な旋律の要素であるが、現在ではクラリネットやアコーディオンがそれ以上に多用される。代表的な奏者はヴァシレ・パンデレスク(Vasile Pandelescu)やイリエ・ウディラ(Ilie Udilă)などである。
- オルテニア

オルテニアの民俗音楽とダンスはムンテニアのそれと非常に類似している。ヴァイオリンとバグパイプ、ツァンバル、ギターが多用される。
- ドイナ

ルーマニアの民俗音楽として最もよく知られているのがドイナである。
ドイナは詩的でメランコリックであり、そのためときとしてブルースと対比される。ドイナはゆっくりしたテンポで、自由なリズムで演奏される。同じメロディが異なる歌でリピートされることもある。
地域別のドイナ
- Ca pe luncă - ドナウ川周辺のドイナ。「luncă」とは氾濫原または川岸の森のこと。
- De codru  - 「codru」は「森」を意味する
- Haiduceşti - 「haiduc（ハイドゥク）」は「盗人」「盗賊」を意味する。
- Hora lungă - 「長い踊り」を意味するマラムレシュ、トランシルヴァニア地方のドイナ。
- Klezmer - ベッサラビア・モルダヴィア地方のユダヤ人によって演奏されてきた。
- Oltului - オルト川流域で見られる

その他のドイナ
- Ca din tulnic - メロディがトゥルニク（ブチュムBuciumともいう、アルプホルンの一種）を模倣する独特のスタイル
- Ciobanul - 羊飼い（チョバン）のドイナ
- De dragoste - よくある形式。「dragoste」とは「愛」のことで、通常は愛の歌である。より限定的には、ワラキア南部のドナウ平原地方に特有な種類の歌を指す。
- De jale - 柔らかく落ち着いた、悲しげなドイナ。jaleは「悲しみ」の意
- De leagăn - 子守唄。「leagăn」とは「揺りかご」の意
- De pahar  - 飲酒歌。「pahar」とは「グラス」
- Foaie verde  - 典型的な形式。「緑の葉」を意味する。

### フォーク
- Tudor Gheorghe
- Mircea Baniciu
- Mircea Florian
- Mircea Vintilă

### ワールド・M/民俗音楽
- ファンファーレ・チョカルリア
- Taraf de Haidouks（タラフ・ドゥ・ハイドゥクス）
- Dorin Liviu Zaharia
- NU

- マリア・タナセ
- Alexandru Cercel
- Taraful Haiducilor
- Mahala Raï Banda
- Grigore Lese
- Gheorghe Zamfir 全世界で1億枚以上のアルバムが売れたといわれている[5]。

## 著名な音楽家

### クラシック
- ヨシフ・イヴァノヴィチ
- クルターグ・ジェルジ
- ジョルジェ・エネスク
- マリユス・コンスタン
- パウル・コンスタンティネスク
- コンスタンティン・シルヴェストリ
- ヴィオレッタ・ディネスク
- イアンク・ドゥミトレスク
- シュテファン・ニクレスク
- マルツィアン・ネグレア
- アドリアーナ・ヘルツキ
- クリスチャン・マリーナ
- コスティン・ミレアヌ
- ホラチウ・ラドゥレスク
- ディヌ・リパッティ
- アルノルト・ロゼ
- ドイナ・ロタル
- ディアナ・ロタル

### カフェの歌手
- Jean Moscopol
- Gică Petrescu

### ダンス
- O-Zone (モルドヴァ出身)
- アレクサンドラ・スタン
- インナ
- エドワード・マヤ
- ヴィカ・ジグリーナ (モルドヴァ出身)
- Activ
- アンドレ
- ハイドゥチー
- Impact
- Trinity

### エレクトロニック
- マイケル・クレトゥ - 音楽プロジェクトエニグマの創設者
- Adrian Enescu
- Electric Brother
- Şuie Paparude
- Infectator com
- DJ Project
- Shukar Collective
- Sunday People
- Alien Pimp
- Aria Urbana
- Brigada Artistica Urbana
- Yvat
- Mesmer
- TRG

### フォーク・ロック
- Pasărea Colibri

### ヒップホップ
- B.U.G. Mafia
- パラジツィー
- La Familia
- Da Hood
- R.A.C.L.A.
- Bitza
- Zale
- C.T.C. Controlul Tehnic de Calitate
- Explicit
- Tempesta Crew
- Grizle

### ジャズ
- Blazzaj
- Johnny Răducanu
- Harry Tavitian

### ポップ
- アンドレア・バラン
- アンナ・レスコ
- エレナ・ゲオルゲ
- O-Zone (モルドヴァ出身)
- クレオパトラ・ストラタン (モルドヴァ出身)
- 3rei Sud Est
- Activ
- アクチェント
- Ştefan Bănică, Jr.
- The Cheeky Girls
- Razvan Fodor
- Hara
- Hi-Q
- Holograf
- Kripton
- Loredana
- Morandi
- Nicola
- Alina Sorescu
- Spitalul de Urgenţă
- Taxi
- Mihai Trăistariu
- Voltaj

### ロック、メタル
- Altar
- Avatar
- Celelalte Cuvinte
- Coma
- Compact
- Dies Irae
- IRIS
- Kripton
- Kumm
- Legion
- Luna Amară
- Negură Bunget
- Talisman
- Timpuri Noi
- Phoenix
- Urma

## 楽器
- チンポイ（バグパイプ）
- ティリンカ
- ナイ
- ツァンバル（ツィンバロム）
- ヴィオラ（ヴァイオリン）